# Belegungsfähigkeit
Belegungsfähigkeit ist ein Begriff aus dem deutschen Strafvollzugsgesetz und meint die Kapazität einer Justizvollzugsanstalt, d. h. die Anzahl der Räume, deren Größe und deren Ausgestaltung.
Gem. § 145 StVollzG setzt die Aufsichtsbehörde die Belegungsfähigkeit für jede Anstalt so fest, dass eine angemessene Unterbringung während der Ruhezeit gewährleistet ist. Dabei ist zu berücksichtigen, dass eine ausreichende Anzahl von Plätzen für Arbeit, Ausbildung und Weiterbildung sowie von Räumen für Seelsorge, Freizeit, Sport, therapeutische Maßnahmen und Besuche zur Verfügung steht. Hafträume dürfen grundsätzlich nicht überbelegt werden (§ 146 StVollzG). Die Räume sind wohnlich oder sonst ihrem Zweck entsprechend auszugestalten und müssen hinreichend Luftinhalt haben und für eine gesunde Lebensführung ausreichend mit Heizung und Lüftung, Boden- und Fensterfläche ausgestattet sein (§ 144 Abs. 1 StVollzG).
Seit der Neuregelung durch die Föderalismusreform im Jahr 2006 sind die Bundesländer für die Gesetzgebung zum Strafvollzug zuständig. In der Regel sind die Landesjustizministerien den Vollzugsanstalten als Aufsichtsbehörden direkt übergeordnet und setzen die Belegungsfähigkeit fest.
In Deutschland gab es im Jahr 2018 insgesamt 179 organisatorisch selbstständige Anstalten mit insgesamt 74.386 Haftplätzen, die am 30. November mit 63.643 Gefangenen zu 86 % ausgelastet waren.